# Max Zeltner
Max Zeltner-Wyss (* 16. August 1895 in Biel; † 18. Juni 1953 in Zürich) war ein Schweizer Heilpädagoge und ein langjähriger Leiter des Landerziehungsheims Albisbrunn.

## Leben
Als Sohn des Lokomotivführers Philipp Zeltner und dessen Frau Bertha wuchs Max Zeltner in Biel auf. Ab 1911 besuchte er die Lehrerbildungsanstalt in Solothurn, die er 1915 mit dem Primarlehrerdiplom abschloss. Während der Ausbildung lernte er seine Ehefrau, die Pädagogin Anna Wyss, kennen. Aus der Ehe stammt eine Tochter, die Schweizer Psychologin und Schriftstellerin Eva Zeltner.
Während des Ersten Weltkriegs war Max Zeltner von 1915 bis 1918 Kommandant im Rahmen der Grenzbesetzung.
1919 gründete er gemeinsam mit Fritz Wartenweiler, dem ehemaligen Direktor des Lehrerseminars Solothurn, den «Nussbaum», das erste Volksbildungsheim der Schweiz. Inspiriert von dänischen Volkshochschulen, sollten hier im gemeinsamen Lernen die «schmerzlich empfundenen Kluften zwischen Gebildeten und Ungebildeten überbrückt werden».
1925 wurde Zeltner als Erzieher im Landerziehungsheim Albisbrunn der Stiftung Albisbrunn angestellt, einem Heim, in dem auf dezidiert heilpädagogischer Grundlage sogenannte schwererziehbare Buben erzogen werden sollten. Ab 1928 übernahm Zeltner als Nachfolger des Heilpädagogen Heinrich Hanselmann die Heimleitung, die er bis zu seinem plötzlichen Tod im Alter von 58 Jahren innehatte.

## Wirken
Während seiner Zeit als Heimleiter war er in der Schweizerischen Landeskonferenz für Soziales und im Hilfsverein der Schweizerischen Anstalten für Schwererziehbare (SHVS, später SVE, heute Integras) sowohl Mitglied als auch im Vorstand tätig. Seine Umtriebigkeit liess ihn, so heisst es im Nachruf, über die kantonalen Grenzen hinaus zu einem der bekanntesten und profiliertesten Kenner des schweizerischen Anstaltswesens werden. Zahlreiche Referate im Rahmen von Kongressen und Ausbildungskursen zeugen von seinem Engagement.
Neben seiner Tätigkeit als Heimleiter publizierte Zeltner zu zentralen Fragen der Heimerziehung. Dabei stand vor allem die alltägliche Praxis der Heimerziehung im Vordergrund. Neben der Aktenführung in Erziehungsheimen veröffentlichte er unter anderem zum Umgang mit der Flucht von Jugendlichen aus Erziehungsheimen oder zu Fragen der pädagogischen Beobachtung.
Ab 1944 gab er gemeinsam mit dem Heilpädagogen Paul Moor die Hefte zur Anstaltserziehung heraus. Deren Anliegen war es, eine Reihe von praktischen Fragen bezüglich der heilpädagogischen Arbeit in Heimen für sogenannte schwererziehbare Kinder und Jugendliche mit «wissenschaftlichen Methoden» zu bearbeiten.

## Schriften

### Monographien
- mit Heinrich Hanselmann: Fünf Jahre Albisbrunn 1925–1929: Grundsätzliches über Ziel und Organisation einer neuzeitlichen Erziehungsanstalt. Dr. J. Weiss, Affoltern am Albis 1903.
- Pädagogische Beobachtung: Im Zusammenhang mit der Aktenführung in Erziehungsanstalten. Landerziehungsheim Albisbrunn, Hausen am Albis 1947.

### Beiträge in Zeitschriften und Sammelwerken
- mit Paul Moor: Die Arbeitskurve: Eine Anleitung für die Durchführung des Additionsversuches von Kraepelin als Hilfsmittel bei der Erfassung von schwererziehbaren Kindern und Jugendlichen. In: Hefte für Anstaltserziehung. Band 1. Landerziehungsheim Albisbrunn, Hausen am Albis 1944, S. 5.
- Beobachtungsheim. Separatabdruck aus Lexikon der Pädagogik. Band 1. Francke, Bern o. J.
- Das Durchbrennen in Anstalten für Knaben. In: Schweizerische Zeitschrift für Gemeinnützigkeit. 71. Jg., Nr. 12, 1932, S. 428–444.
- Aufnahmeformulare und Aktenführung. In: Schweizerische Blätter für Gesundheitspflege. 73. Jg., Nr. 2, 1934, S. 39–47.
- Arbeitserziehung. Separatabdruck aus dem Jubiläumsbuch 100 Jahre Schweizerisches Anstaltswesen. Otth, Zürich 1945.